# Kirgiščina
Kirgíščina (kirgiško Кыргыз тили, Kyrgyz tili) je zahodno-turški jezik.
Je aglutinativni jezik, kjer se besede tvorijo s kombiniranjem končnic, pri čemer uporablja vokalno harmonijo.